# Lumpy Gravy
Lumpy Gravy (рус. Опьяняющий соус) — дебютный сольный студийный альбом Фрэнка Заппы, записанный вместе с группой сессионных музыкантов, которых он назвал Abnuceals Abnuceals Emuukha Electric Symphony Orchestra. Альбом вышел 7 августа 1967 года на Capitol Records, который впоследствии был переиздан на Verve Records, а затем уже самим Заппой.

## Об альбоме
В своём первоначальном воплощении предназначался для музыки с оркестром, написанной Заппой. Заппа дирижировал оркестром и не играл ни на одном музыкальном инструменте в этом альбоме. Тем не менее MGM Records утверждает, что процесс создания альбома и выпуск нарушили контракт Заппы с Verve Records. Lumpy Gravy впоследствии был переиздан Заппой в рамках проекта под названием No Commercial Potential, который выпустил ещё три альбома: We’re Only in It for the Money, Cruising with Ruben & the Jets и Uncle Meat.
Переизданный Lumpy Gravy был выпущен лейблом Verve 13 мая 1968 года, который состоял из двух частей в жанре конкретная музыка, сочетая в себе элементы оригинального исполнения оркестром, сёрф-рока и словесные диалоги. Альбом был одновременно спродюсирован вместе с пластинкой We’re Only in It for the Money, послужившей второй частью концептуальной непрерывности, которая позже вошла на последний диск Заппы под названием Civilization Phaze III. Переиздание Lumpy Gravy была оценена критиками за свою уникальную музыку и инновационную технику записи.

## Запись
После выпуска дебютного альбома под названием Freak Out!, представитель компании Capitol Records и студия A & R Ник Венет сделал заказ на пластинку для оркестровой музыки, написанной лидером группы The Mothers of Invention и композитором- самоучкой Фрэнком Заппой. Венет вложил в запись этого альбома 40 000 долларов. Из-за того, что договор с Verve и MGM Records не позволял Заппе делать альбомы, записанные на любом другом лейбле, Фрэнк не мог играть на музыкальных инструментах для предполагаемой пластинки, поэтому он стал дирижёром оркестра, состоящего из сессионных музыкантов. Заппа заявлял, что «мой контракт (с MGM) не мешал мне быть дирижёром. Я подписывался как дирижёр».
Lumpy Gravy был задуман как короткая оратория, написанная за одиннадцать дней. Джон Кейдж оказал большое влияние на альбом. Заппа назвал группу сессионных музыкантов Abnuceals Emuukha Electric Symphony Orchestra.
Перкуссионист Эмиль Ричардс не знал, кто такой Фрэнк Заппа, поэтому не воспринимал его всерьёз, так как музыкант был всего лишь гитаристом рок-группы. Тем не менее, во время встречи Заппа вручил музыкантам партии, которые были наполнены мощными, сложными и разнообразными по времени нотами. Близкий друг Ричардса, гитарист Томми Тедеско был ещё одним участником звукозаписи. Тедеско дразнил Заппу, полагая, что он не знал, с чем будет иметь дело. Фаготист и бас-кларнетист, нанятые для студийных сессий, отказались играть свои партии, так как они им показались довольно сложными. Заппа ответил: «Если я сыграю вашу партию, то, по крайней мере, попытались бы её повторить?». После этого Заппа сыграл по нотам партии музыкантов, которые впоследствии согласились исполнить для альбома. В конце сессий Ричардс и Тедеско убедились в таланте Заппы и вскоре подружился с композитором. Ричардс позже участвовал в сессиях, которые появились в альбоме Заппы Läther.

## Список композиций
1. Sink Trap — 2:45
2. Gum Joy — 3:44
3. Up and Down — 1:52
4. Local Butcher — 2:36
5. Gypsy Airs — 1:41
6. Hunchy Punchy — 2:06
7. Foamy Soaky — 2:34
8. Let’s Eat Out — 1:49
9. Teenage Grand Finale — 3:30

## Участники записи
| - Арнольд Бельник — струнные - Гарольд Бемко — струнные - Чак Бергхофер — бас - Джимми Карл Блэк — перкуссия, ударные - Джимми Бонд — бас - Моника Боскиа — хор - Деннис Будимир — гитара - Фрэнк Кэпп — ударные - Дональд Кристлайб — деревянные духовые инструменты - Джин Циприано — деревянные духовые инструменты - Винсент ДеРоза — валторна - Джозеф Дифьор — струнные - Джесс Эрлих — струнные - Алан Эстес — перкуссия, ударные - Джин Эстес — перкуссия - Луис Кунео — хор - Рой Эстрада — бас, хор - Ларри Фанога — вокал, хор - Виктор Фельдман — перкуссия, ударные | - Банк Гарднер — деревянные духовые инструменты - Джеймс Гетзоф — струнные - Филип Голдберг — струнные - Джон Герин — ударные - Брюс Хэмптон — хор - Джимми Хейнс — гитара - Гарри Гиямс — струнные - Джулес Якоб — деревянные духовые инструменты - Пит Джолли — пианино, челеста, клавесин - Гарольд Келлинг — вокал - Рэй Келли — струнные - Джером Кесслер- струнные - Александр Колтун — струнные - Бернард Кундель — струнные - Уильям Курах — струнные - Майкл Лэнг — пианино, челеста, клавесин - Артур Мэйби — валторна - Линард Маларский — струнные - Шелли Мэнн — ударные | - Линкольн Майорга — пианино, челеста, клавесин - Тэд Нэш — деревянные духовые инструменты - Ричард Парисси — валторна - Гленн Филлипс — вокал - Джером Рейслер — струнные - Эмил Ричардс — перкуссия - Тони Рицци — гитара - Джон Ротелла — перкуссия, деревянные духовые инструменты - Джозеф Сэксон — струнные - Ральф Шафер — струнные - Линард Селик — струнные - Кенни Шройер — тромбон - Пол Смит — пианино, челеста, клавесин - Томми Тедеско — гитара - Эл Виола — гитара - Боб Вест — бас - Тибор Зелиг — струнные - Джимми Зито — труба |

Выпуск подготовили:
- Фрэнк Заппа — композитор, дирижёр
- Кэл Шенкель — обложка